# Vladislav Lungu
Vladislav Lungu (n. 10 aprilie 1977) este un fost fotbalist internațional moldovean, care juca pe postul de mijlocaș. Ultima oară a evoluat la clubul rus FC Nosta Novotroițk. După încheierea carierei de fotbalist, Lungu s-a reîntors la clubul sloven NK Celje (la care în perioada 2000–2004 a jucat 99 de meciuri marcând 13 goluri).

În perioada 1999–2004 Vladislav Lungu a jucat 9 meciuri pentru echipa națională de fotbal a Moldovei.